# Саратська волость
Саратська волость — історична адміністративно-територіальна одиниця Аккерманського повіту Бессарабської губернії.
Станом на 1886 рік складалася з 3 поселень, 3 сільських громад. Населення — 3419 осіб (1688 осіб чоловічої статі та 1731 — жіночої), 432 дворових господарства.
|                     | Площа, десятин | У тому числі орної, дес. |
| ------------------- | -------------- | ------------------------ |
| Сільських громад    | 16169          | 7773                     |
| Приватної власності | —              | —                        |
| Казенної власності  | —              | —                        |
| Іншої власності     | —              | —                        |
| Загалом             | 16169          | 7773                     |

Поселення волості:
- Сарата (Стара Сарата) — колонія німців при річці Сарата за 55 верст від повітового міста, 1317 осіб, 165 дворів, лютеранська церква, богодільня, поштова станція, 2 школи, паровий млин, 4 лавки, базари через 2 тижня.
- Ґнаденталь (Нова Сарата) — колонія німців при річці Сарата, 1017 осіб, 126 дворів, лютеранська церква, школа, 2 лавки.
- Ліхтенталь — колонія німців при річці Чилігідер, 1085 осіб, 141 двір, лютеранська церква, школа.